# Andrena nigroclypeata
Andrena nigroclypeata is een vliesvleugelig insect uit de familie Andrenidae. De wetenschappelijke naam van de soort is voor het eerst geldig gepubliceerd in 1939 door Linsley.